# ちゃーみんぐ
『ちゃーみんぐ』は、清水真澄による日本の少女漫画。ジャンルは「まじかるらぶコメディ」と銘打たれている。
「ちゃお」（小学館）に1992年8月号から1995年3月号まで連載された。タイトルはスターダストレビューのアルバム「CHARMING」から。1993年8月にはイメージアルバムが発売された。

## あらすじ
白河茶美は幼なじみの根本遼太が好きだが、なかなか告白できないでいた。
茶美はある日、言葉を話す猫に出会う。猫の正体は一人前になるために魔法の国から人間界へ修行に来た少年・碧（あおい）。魔法を使わず過ごす修行だが猫にだけは変身できるのだという。頼る当てのない碧は茶美の家に居候させてもらおうと提案する。一年たち、立派な魔法使いになったら願いを一つ叶える、と約束のしるしに碧は星型の石のついたペンダントを茶美に預ける。
そのペンダントをつけ今度こそ遼太に告白しようと決心する茶美だが、気づくと猫になっていた。色々試すうちに、何かを強く願うと猫に変身し、猫になっている間は一つだけ魔法が使えること、不安や危険を回避するなどして猫になった原因が解消すると人間に戻ることがわかった。
魔法のことを他人に知られると魔法の力を取り上げられ魔法の国に帰れなくなると碧は言ったが、あるとき茶美は大勢の人の前で魔法を使ってしまう。

## キャラクター
白河茶美（しらかわ ちゃみ）（声：久川綾）
料理が得意な中学生。調理部。碧のペンダントで猫に変身できるようになり、様々な事件に関わる。
根本遼太（ねもと りょうた）（声：高木渉）
茶美の幼なじみ。テニス部。気さくで面倒見のいい性格。
碧（あおい）（声：横山智佐）
魔法の国から修行に来た少年。外見は5歳位、実年齢は50歳。
立花みか（たちばな みか）（声：谷内智美）
遼太のことが好きな美少女。ぶりっこで気が多い。
流（りゅう）（声：高乃麗）
魔法の国の王子。悪さばかりして魔力を封印され、王家の秘石を持って人間界に逃げ込む。
進堂彩（しんどう あや）
テニス部に入部した転入生。頭が良く積極的な人気者。